# Nässjö
Nässjö – miejscowość (tätort) w Szwecji, w regionie administracyjnym (län) Jönköping, w gminie Nässjö.
Według danych Szwedzkiego Urzędu Statystycznego liczba ludności wyniosła: 17 719 (31 grudnia 2015), 18 416 (31 grudnia 2018) i 18 417 (31 grudnia 2019).
W mieście rozwinął się przemysł metalowy, elektrotechniczny, meblarski oraz poligraficzny.